# 카프리치오 (오페라)

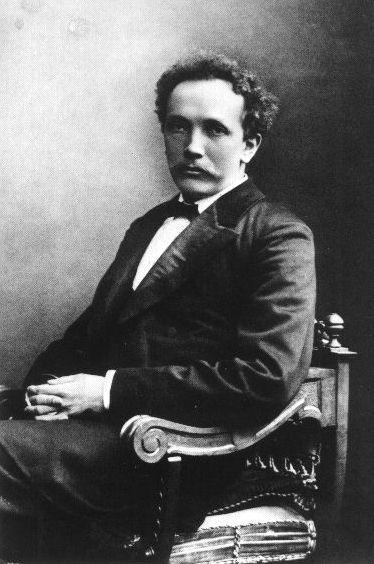

카프리치오(독일어: Capriccio)는 리하르트 슈트라우스가 작곡한 단막의 독일어 오페라로, 그의 마지막 오페라이다. 클레멘스 크라우스와 슈트라우스가 협작하여 대본을 작성하였다. 1942년 10월 28일 뮌헨의 바이에른 슈타츠오퍼에서 초연되었다. 부제로는 "음악을 위한 대화"로 실제로 소규모의 무대에서 대화식으로 진행된다. 이 주제는 "어떤 것이 더 중요한가, 언어, 음악?"를 두고 진행된다.

## 악기편성
플루트3 (3번은 피콜로 겸함), 오보에2, 잉글리시 호른, C조 클라리넷, 클라리넷2, 베이스 클라리넷, 바순3 (3번은 콘트라바순 겸함), 호른4, 트럼펫3, 트롬본3, 팀파니, 심벌즈, 큰북, 하프2, 하프시코드, 현5부 (12, 12, 10, 10, 8)
- 별도: 현악6중주, 피아노 3중주

## 등장인물
- 마델레인 - 백작 부인, 소프라노
- 백작으로 그녀의 오빠, 바리톤
- 올리비에 - 시인, 테너
- 플라만트 - 작곡가, 테너
- 클라이론 - 여배우, 콘트랄토
- 라 로케 - 극장 지배인, 베이스
- 무슈 타우프 - 가수, 테너
- 그 밖에 집사, 하인, 3인의 악사, 무용수 등

## 줄거리
- 1775

### 단막
- 파리 근교의 마델레인 백작 부인의 저택